# 垫状山莓草
垫状山莓草（学名：Sibbaldia pulvinata）是蔷薇科山莓草属的植物，是中国的特有植物。分布在中国大陆的西藏、云南等地，生长于海拔3,400米至4,500米的地区，一般生长在高山草地及岩石上，目前尚未由人工引种栽培。